# Carl Christoffer Georg Andræ
Carl Christoffer Georg Andræ (Hjertebjerg, 14 ottobre 1812 – Copenaghen, 2 febbraio 1893) è stato un politico e matematico danese, Presidente del Consiglio della Danimarca dal 18 ottobre 1856 al 13 maggio 1857.
Dopo essersi laureato in Matematica insegna all'Accademia militare danese dal 1842 al 1854. Nel 1853 viene eletto nell'Accademia Reale di Scienze e Lettere.
L'anno seguente diventa Ministro delle Finanze del governo guidato da Peter Georg Bang, carica che ricoprirà anche in seguito (dal 1857 al 1858) durante il governo di Carl Christian Hall.